# Synagogue d'Erfurt

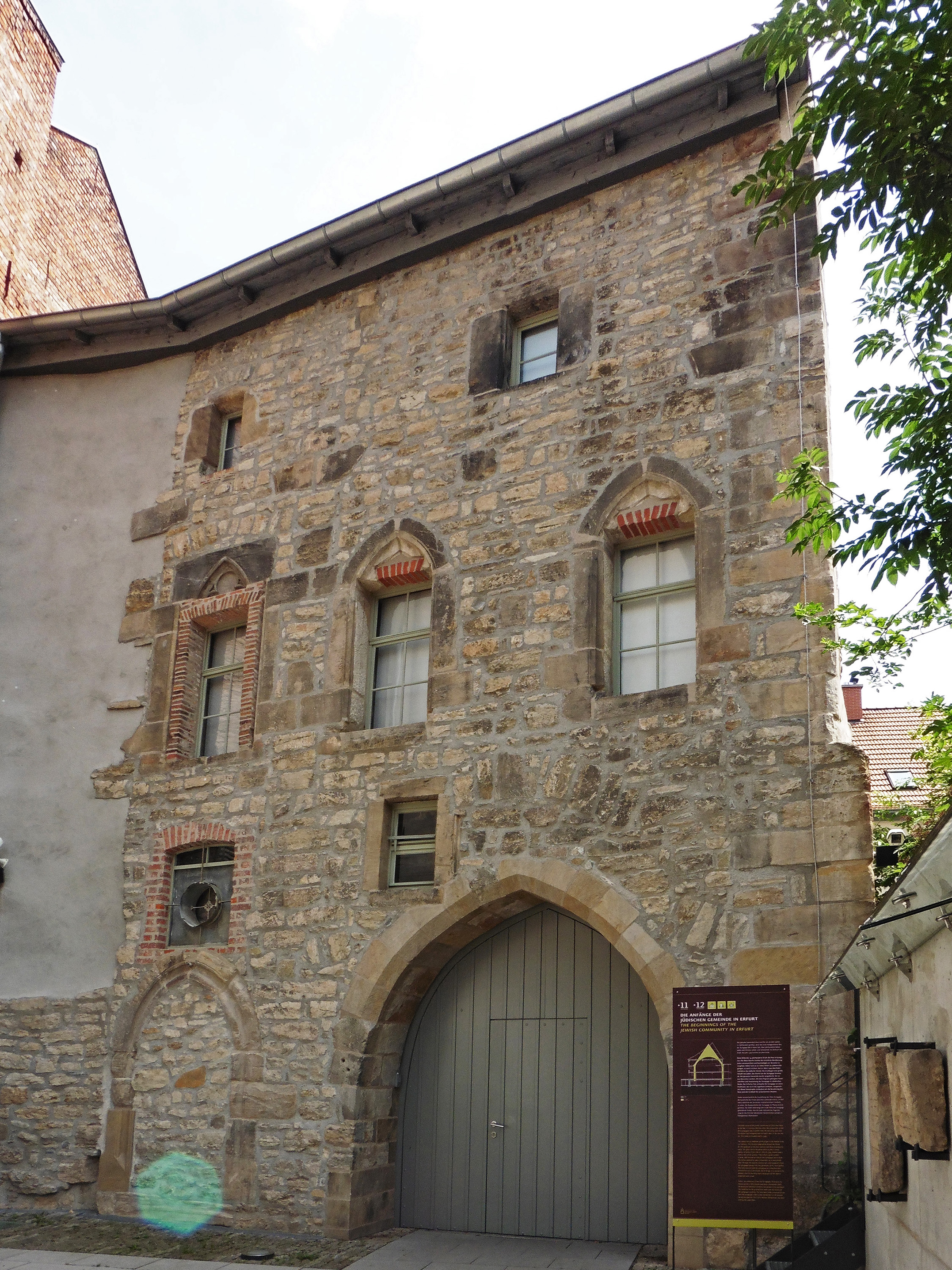
Synagogue d'Erfurt

La synagogue d'Erfurt est une synagogue romane allemande du XIe siècle, la plus ancienne d'Europe, devenue musée. Elle est située dans la ville d'Erfurt, capitale de land de Thuringe (Allemagne), à 236 kilomètres au sud-ouest de Berlin.
Les recherches ont mis au jour l'histoire de ce bâtiment et ont montré d'autres éléments autour de lui qui sont un témoignage unique de la culture de la communauté juive d'Europe centrale au Moyen Âge avant son extinction à la suite de persécutions et du massacre de 1349.

## Histoire
La construction de la synagogue dans le style roman par la communauté juive de la ville remonte à 1094, sur la « via Regia », l'une des principales routes commerciales européennes, qui relie Kiev à Saint-Jacques-de-Compostelle,.

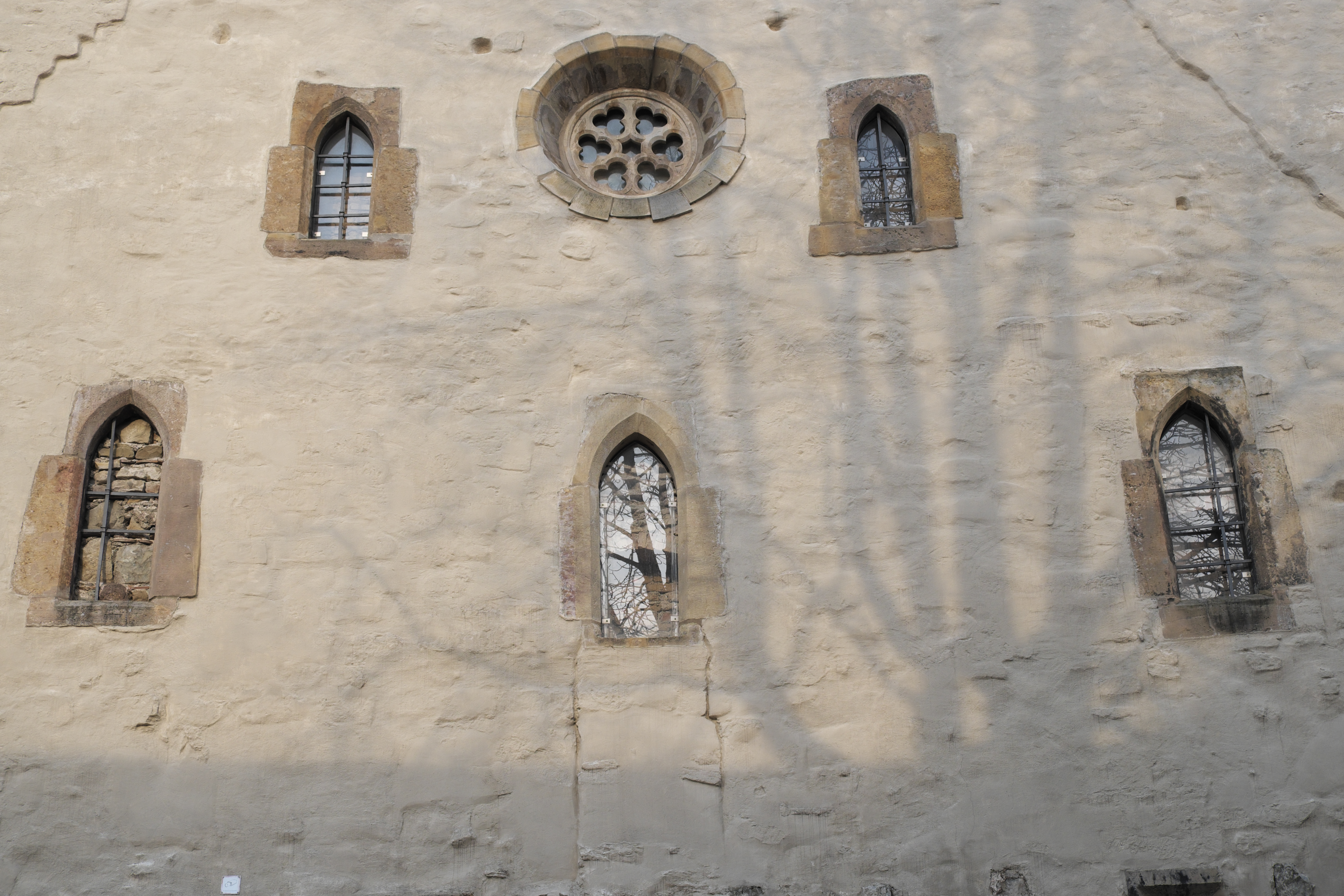
Façade rénovée de la Vieille synagogue

La synagogue fut plusieurs fois rénovée et agrandie au Moyen Âge pour répondre aux besoins de la communauté qui augmentait et prospérait, au cours du XIIIe siècle où seule une courte section de la paroi ouest reste de cette phase de construction puis au XIVe siècle  avec en 1270, l'ajout de cinq fenêtres ogivales et une petite rosace sur la façade ouest qui façonnent l'aspect extérieur de la synagogue,. Comme cela était courant au Moyen Âge, le plancher d'origine se trouvait en-dessous du niveau de la rue, en signe d'humilité imposée où il fallait aux Juifs descendre de quelques marches pour entrer dans leur maison de culte. Autour de 1300, la synagogue est agrandie de quelques mètres au nord, sans doute pour accueillir la section des femmes traditionnellement séparée de la salle de prière des hommes, ou pour servir d'école de Talmud Torah pour les garçons.
Depuis le XIe siècle, la communauté juive locale a prospéré mais a fait face à des émeutes et une persécution, particulièrement à l'époque de la Peste noire dont on lui attribuait notamment la responsabilité, et qui ont abouti à son extinction complète.
Elle fut décimée à la suite de ces allégations antisémites lors des événements qu'on appela le Massacre d'Erfurt, le 21 mars 1349.

### Transformation en entrepôt
La synagogue profanée, pillée et endommagée en 1349 est vendue et transformée en entrepôt,. Sa salle de prières est scindée en plusieurs étages dès 1350 ; les fenêtres sont réduites au minimum afin d'intégrer les planchers de stockage en utilisant les anciens jambages et des arcs ; les grandes portes sont brisées ; la bimah de forme octogonale et le sanctuaire des livres de Torah sont détruits. L'utilisation de la synagogue comme entrepôt durera 500 ans.
« Dès 1354, des Juifs reviennent s'installer à Erfurt, et la ville construit une nouvelle synagogue. La cohabitation durera moins d'un siècle » car en « 1458, ils sont à nouveau chassés d'Erfurt, leurs maisons vendues, le cimetière détruit et la synagogue transformée en arsenal ».

### Lieu de distraction
À partir de la fin du XIXe siècle, l'ancienne synagogue est transformée cette fois-ci en lieu de distraction avec salle de bal, restaurant, cuisine et même deux pistes de bowling sont créées plus tard.
Le plafond du dernier étage de l'entrepôt est remplacé par une galerie circulaire. Des cariatides à demi-nues en stuc viennent agrémenter la décoration intérieure du lieu. Ces modifications et cette utilisation ont fait que l'édifice synagogal était à peine identifiable depuis longtemps, y compris au temps du Troisième Reich et a peut-être ainsi été préservé à cette époque de destruction de toute trace juive.

### Intérêt et réhabilitation

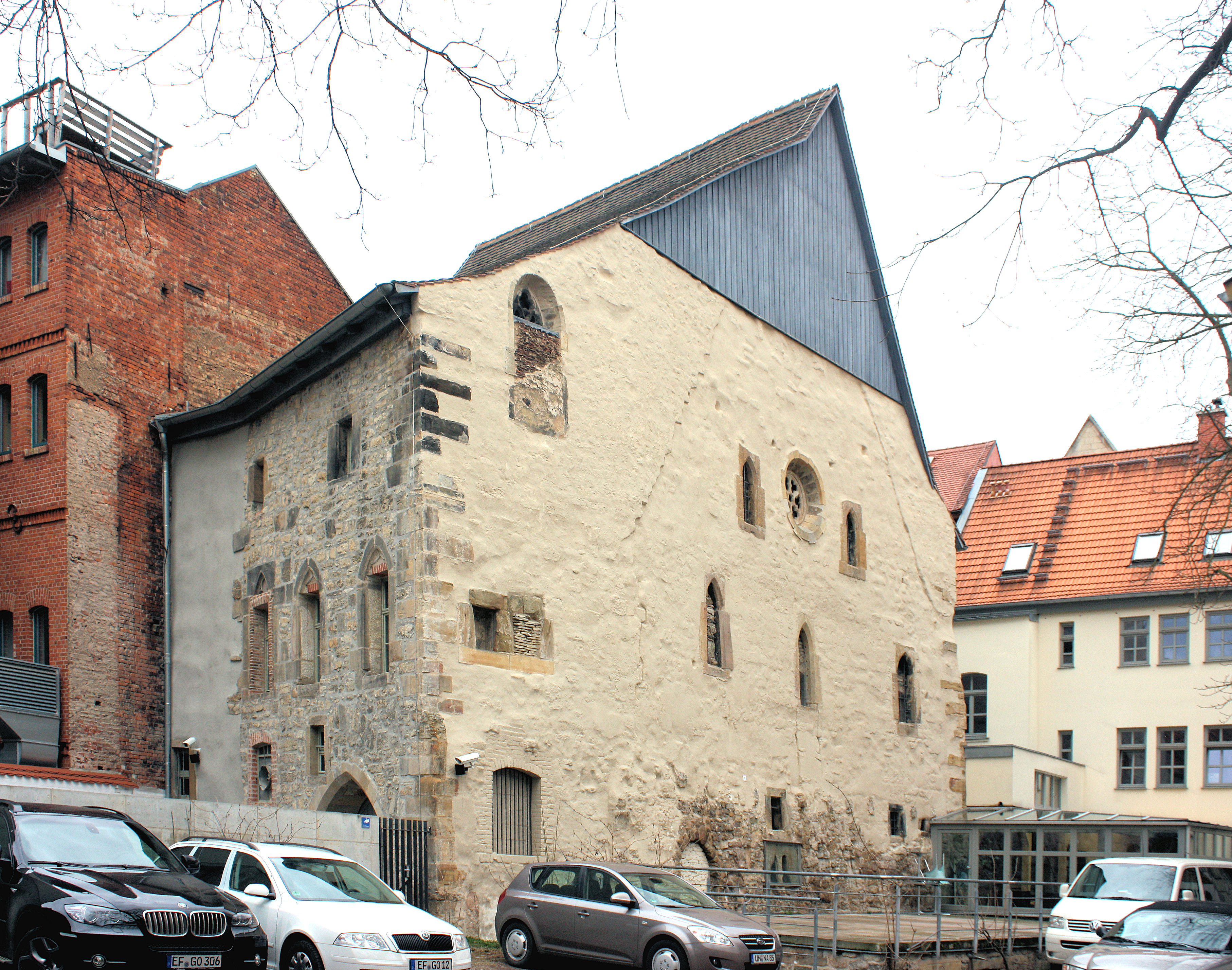
L'ancienne synagogue d'Erfurt construite vers 1100, aujourd'hui, un centre historique et culturel de la communauté juive au Moyen Âge.

Vers la fin des années 1980, l'Institut indépendant de recherche et de documentation du bâtiment (IBD, Institut für Freies Bauforschung und Documentation) s'intéresse au bâtiment et en 1992, l'historien de la construction Elmar Altwasser commence à l'examiner et s'aperçoit que la vieille synagogue est en grande partie intacte et d'une qualité particulière de construction. Cependant, à cause de l'utilisation comme entrepôt et salle de bal, ainsi que de la négligence depuis des décennies, il y avait un grave danger d'effondrement du bâtiment. Le nouveau propriétaire, qui avait acquis la synagogue, ainsi que l'ensemble du groupe de bâtiments en 1990 du TLG (Treuhand Liegenschaftsgesellschaft, la société immobilière d’État portant sur des biens après la chute du mur de Berlin) et qui voulait installer un grand restaurant avec brasserie, ne fait aucun effort pour restaurer l'édifice. En raison de son caractère unique qui a été découvert lentement, la ville d'Erfurt essaie de sauver la synagogue et trouver une utilisation appropriée pour elle.
Après de longues négociations, la ville d'Erfurt achète le bâtiment en 1998. Des recherches sont réalisées en 2007 et publiées en 2009. La synagogue sera largement rénovée au cours des années suivantes. Lors des rénovations, « l'accent est mis sur la préservation de toutes les traces d'utilisation : celles datant de l'utilisation synagogale, ainsi que celles des modifications ultérieures. En raison de cette volonté de conservation et de la restauration minutieuse, médiévale, les phases de construction les plus récentes sont encore faciles à percevoir sur l'immeuble. En même temps, les conversions et les modifications modernes se distinguent clairement de celles historiques »,.
La synagogue est proposée en 2015 pour une inscription au patrimoine mondial et figure sur la « liste indicative » de l’UNESCO dans la catégorie patrimoine culturel. Elle est inscrite sur la liste en septembre 2023 en tant que partie du « Patrimoine médiéval juif d'Erfurt ».

### Mikvé

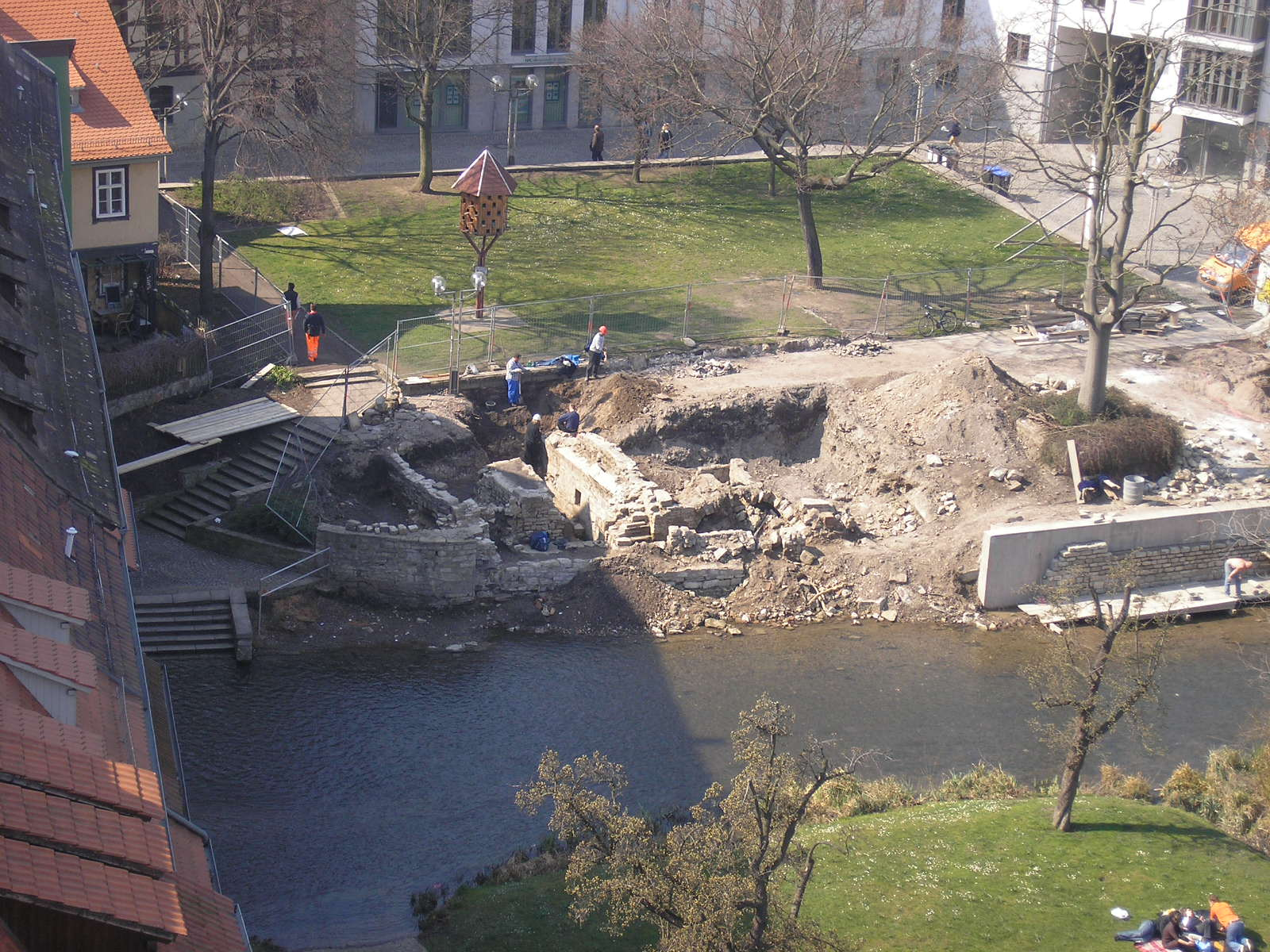
Excavations du mikvé médiéval d'Erfurt, vu de la tour de Saint-Gilles, 2007

En 2007, un mikvé qui est un bain rituel juif, mentionné dans les documents médiévaux et datant de 1248-1249, est découvert par des archéologues, érigé sur un probable ancien mikvé du XIIe siècle, où une petite sculpture couronnée en pierre a été retrouvée, pouvant représenter le roi David. Le bâtiment mesure environ 9 mètres de long et un peu moins de 3 mètres de large à l'intérieur.
Il se situe près de la Vieille synagogue, à Erfurt Krämerbrücke (pont des marchands). La parcelle de terrain où il se trouve était la propriété de la communauté juive, mais elle devait payer une cotisation annuelle de 2 florins d'abord à l'évêque, puis à la ville pour pouvoir jouir du « bain froid » (frigido balneo) constituant une partie du mikvé.
Jusqu'en 1618, le terme « bain froid » est resté la spécification du lieu, même s'il avait perdu depuis longtemps sa fonction d'origine.
Les fouilles sont entreprises en 2010 et leurs résultats publiés en 2013. Des travaux d'un bâtiment de protection sont effectués pour le préserver et permettre son exposition au public.
Ce mikvé remarquable et bien conservé est accessible aux visiteurs par des visites guidées depuis septembre 2011.

## Trésor et musée

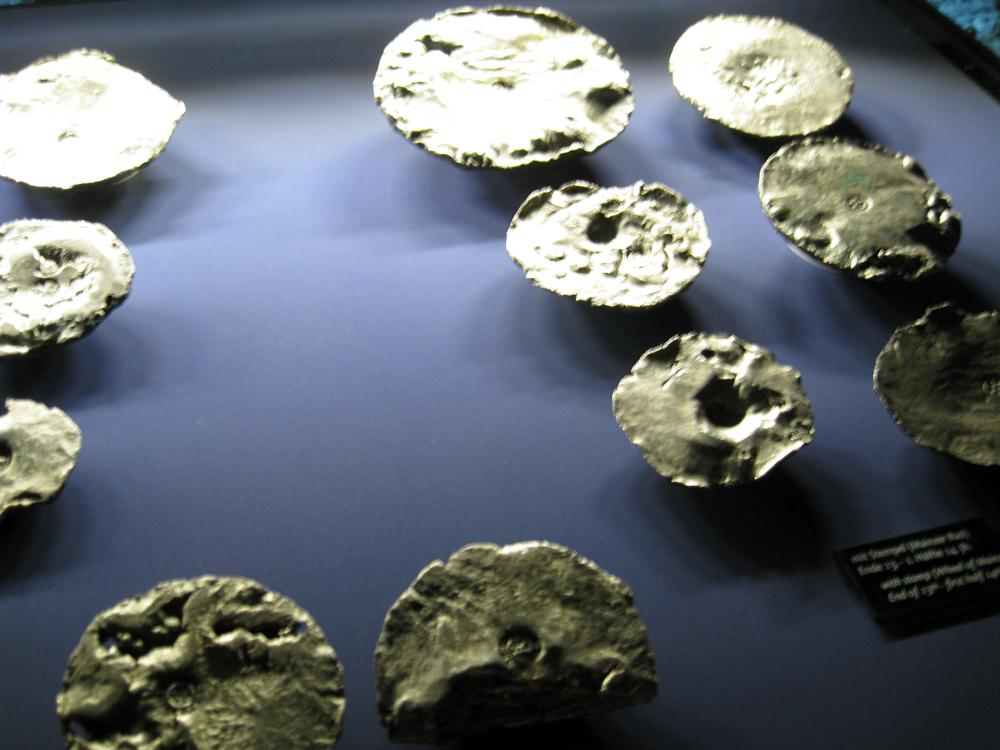
Une partie du trésor d'Erfurt

En 1998, fut découvert un trésor unique notamment dans le mur d'une maison à Michaelisstraße 43 , dans le quartier juif médiéval, près de la synagogue.
Il est constitué d'objets précieux qui montrent que des Juifs d'Erfurt avaient préventivement caché leurs objets de valeur avant le pogrom dont ils ont été victimes en 1349, et aussi l'importance de la vie juive de cette époque. Certains de ces objets retrouvés en 1998 sont maintenant exposés sous le nom de « trésor d'Erfurt » que l'on peut admirer au musée de la synagogue,. S'y ajoutent une partie des ouvrages juifs, fac-similés, manuscrits, des textes religieux datés des XII-XIVe siècles, récupérés dans la bibliothèque de l'église évangélique luthérienne d'Erfurt en 1879, dont le plus ancien manuscrit existant au monde de la Tossefta datant du XIIe siècle, qui a été retrouvé taché de sang, ainsi que 15 autres manuscrits volés lors du pillage de 1349,.
Le trésor d'Erfurt a été exposé à Berlin, au musée de Cluny à Paris, à Londres, New York et Tel Aviv,.
La transformation de la vieille synagogue en musée date de 2009. Le trésor d'Erfurt y est exposé de manière permanente à travers une collection de pièces d'or, 3 141 pièces d'argent, de bronze et d'acier, plus de 700 pièces d'orfèvrerie et des bijoux datant du XIVe siècle ainsi que d'anciens ouvrages juifs,,.
Le Musée de la Vieille synagogue d'Erfurt sur l'histoire et la culture de la communauté juive ouvre ses portes le 27 octobre de 2009 à l'adresse : Old Synagogue Erfurt Waagegasse 8, 99084 Erfurt.

## Patrimoine juif mondial
A Erfurt, la très ancienne synagogue romane devenue musée, le mikvé médiéval et plusieurs maisons de pierres du milieu du XIIIe siècle - selon l'analyse des listes fiscales médiévales - ayant appartenu à des Juifs avant leur massacre, auxquels s'ajoutent un trésor unique, des documents matériels de grande valeur et des pierres tombales originales sont un témoignage inestimable car exceptionnel de l'importante communauté juive ashkénaze de la fin du XIe au milieu du XIVe siècles à son apogée, qui a été conservé et se présente rassemblé en un même lieu dans un parcours historique et culturel au sein de l'Europe centrale. Ce patrimoine « constitue une… partie importante de l'application d'Erfurt Unesco »,.

## Autres synagogues d'Erfurt

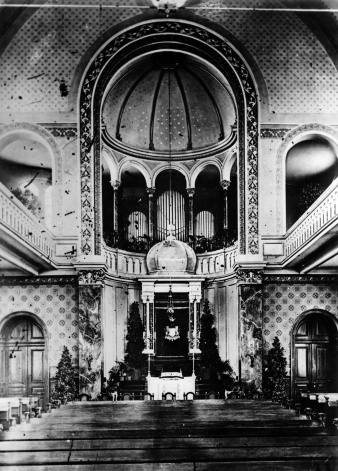
Intérieur de la Grande synagogue, v. 1900

La Petite synagogue (Kleine Synagoge) d'Erfurt a été construite en 1840 et a été en activité jusqu'en 1884. À la suite d'une restauration en 1998, elle est devenue un lieu d'événements et de spectacles.
En 1884, la communauté a construit la Grande synagogue (Große Synagoge) une magnifique synagogue de style néo-mauresque. Celle-ci fut détruite lors de la Nuit de cristal en novembre 1938 et ses ruines confisquées par les nazis,. La communauté juive de la ville comptait alors un peu plus de 800 personnes ; parmi elles, beaucoup ont essayé d'émigrer, tandis que les autres ont été déportées et assassinées.
Une Nouvelle synagogue (Neue Synagoge) a été construite sur le site de la Grande en 1952 pour être utilisée pour le culte par la communauté juive d'Erfurt ; elle a été incendiée par un groupe de néo-nazis en avril 2000.